# Haulsterbossen

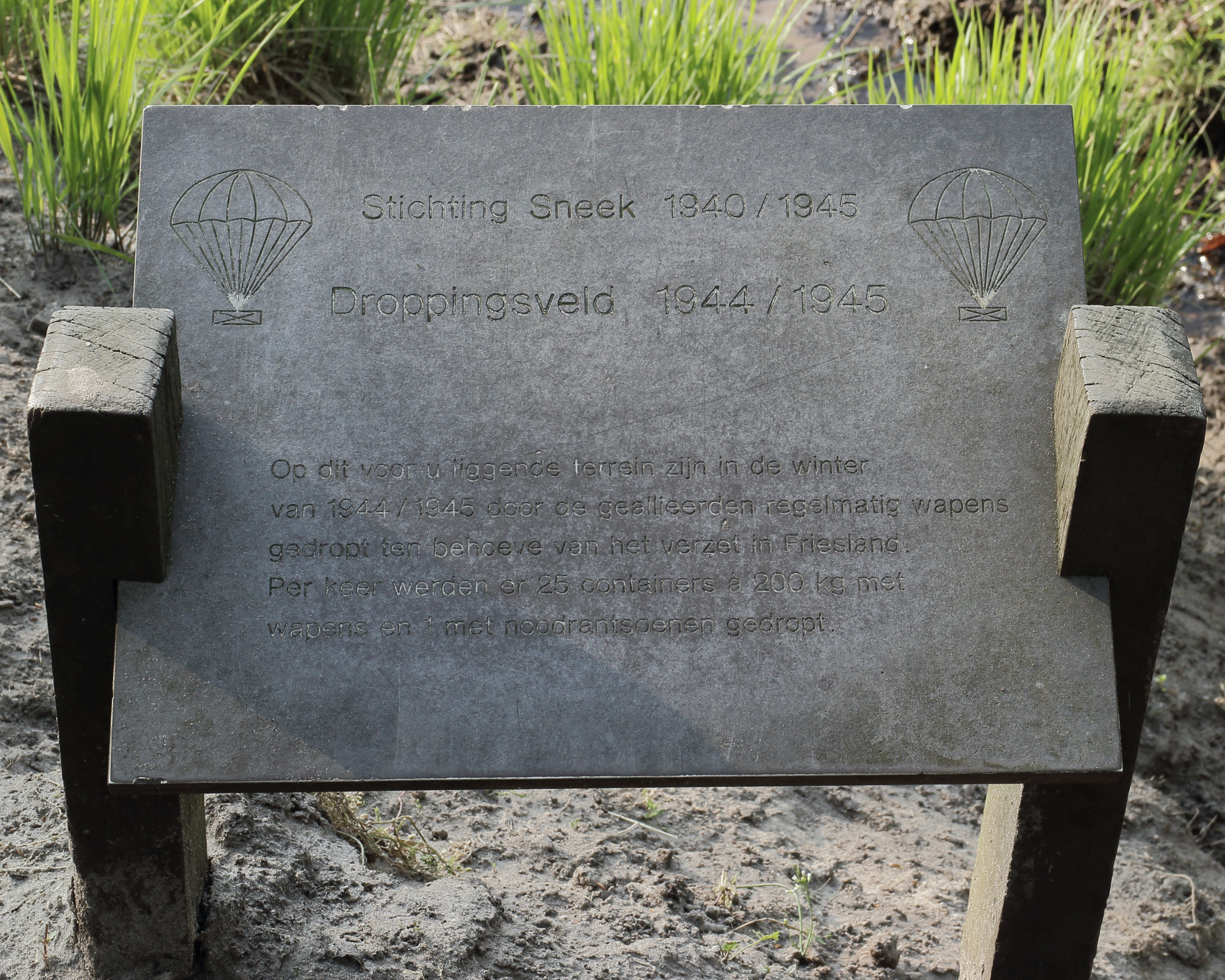
Monument in het Haulsterbos

Ten zuiden van Haskerhorne en ten zuidoosten van Joure liggen de Haulsterbossen. De officiële naam is D.E. bossen, oftewel Douwe Egberts bossen. 
De bossen worden ook wel het 'lucifersbos' genoemd, de bossen zijn eind jaren 40 aangeplant door Douwe Egberts. Deze Jouster fabriek maakte destijds tabak, tegenwoordig Imperial Tobacco.
De directie van het bedrijf was ervan overtuigd dat mensen die tabak rookten ook lucifers nodig hadden en besloot een bos aan te planten om lucifers te produceren.